# Санто Доминго
Санто Доминго је главни град Доминиканске Републике. Налази се на југоисточном делу острва Хиспањола, на ушћу реке Озама. Према попису из 2006. године у граду живи 2.987.013 становника, док шире градско подручје обухвата 3.813.214 становника. Град је 1496. године основао Бартоломео Колумбо, брат Кристифора Колумба, назвавши га Ла Изабела (по шпанској краљици Изабели I), као престоницу прве шпанске колоније у Новом свету, и најстарији је град који су Европљани основали на западној хемисфери. Универзитет је основан 1558. Привредно је средиште с металургијом, текстилном, хемијском, дрвном и прехрамбеном индустријом.
У периоду од 1795. до 1809. град је био под француском управом, да би га потом Шпанци анектирали од 1861. до 1865. Године 1936, граду је назив промењен у Сијудад Трухиљо - по председнику Рафелау Трухиљу, да би му потом, након Трухиљовог убиства 1961. године назив враћен у Санто Доминго.

## Географија
Просечна температура у Санто Домингу мало варира, јер тропски пасатски ветрови помажу у ублажавању врућине и влажности током целе године. Захваљујући тим пасатима, Санто Доминго има тропску саванску климу, али ретко доживљава врућину која би се могла очекивати. Децембар до март су најхладнији месеци са врућим данима са мање влаге и свежим ноћима (температуре од 17—19 °C (63—66 °F)). Јул до септембар су најтоплији. У Санто Домингу годишње у просеку падне1.445 mm (56,9 in) кише. Најсушнији месеци су од децембра до априла, међутим, услед пасата и планина на југозападу, киша може да пада и током ових месеци. Будући да је његов најсушнији месец нешто испод 60 mm (2,4 in), Санто Доминго спада у категорију тропског монсунског поднебља по Кепеновој климатској класификацији. Као и многи други градови на Карибима, Санто Доминго је веома подложан ураганима. Ураган Џорџ изазвао је тешка разарања у септембру 1998. године. Најнижа забележена температура била је 11,0 °C (51,8 °F) дана 5. фебруара 1951, као и 7. јануара 1957. Највиша температура, 39,5 °C (103,1 °F), забележена је 29. маја 2002.
| Показатељ \ Месец | .Јан.        | .Феб.        | .Мар.        | .Апр.        | .Мај.         | .Јун.         | .Јул.         | .Авг.         | .Сеп.         | .Окт.         | .Нов.         | .Дец.        | .Год.          |
| --- | ------------ | ------------ | ------------ | ------------ | ------------- | ------------- | ------------- | ------------- | ------------- | ------------- | ------------- | ------------ | -------------- |
| Апсолутни максимум, °C (°F)                                                                                              | 34,4 (93,9)  | 33,9 (93)    | 36,0 (96,8)  | 37,0 (98,6)  | 39,5 (103,1)  | 37,2 (99)     | 37,8 (100)    | 38,8 (101,8)  | 36,7 (98,1)   | 38,8 (101,8)  | 35,0 (95)     | 33,5 (92,3)  | 39,5 (103,1)   |
| Максимум, °C (°F) | 29,4 (84,9)  | 29,3 (84,7)  | 29,6 (85,3)  | 30,3 (86,5)  | 30,6 (87,1)   | 31,3 (88,3)   | 31,7 (89,1)   | 31,8 (89,2)   | 31,6 (88,9)   | 31,3 (88,3)   | 30,8 (87,4)   | 29,8 (85,6)  | 30,6 (87,1)    |
| Просек, °C (°F) | 24,7 (76,5)  | 24,6 (76,3)  | 25,1 (77,2)  | 25,8 (78,4)  | 26,5 (79,7)   | 27,2 (81)     | 27,3 (81,1)   | 27,4 (81,3)   | 27,3 (81,1)   | 26,9 (80,4)   | 26,3 (79,3)   | 25,2 (77,4)  | 26,2 (79,2)    |
| Минимум, °C (°F) | 20,0 (68)    | 19,9 (67,8)  | 20,5 (68,9)  | 21,4 (70,5)  | 22,5 (72,5)   | 23,1 (73,6)   | 23,0 (73,4)   | 23,0 (73,4)   | 23,0 (73,4)   | 22,6 (72,7)   | 21,9 (71,4)   | 20,6 (69,1)  | 21,8 (71,2)    |
| Апсолутни минимум, °C (°F)                                                                                               | 11,0 (51,8)  | 11,0 (51,8)  | 13,3 (55,9)  | 15,5 (59,9)  | 16,5 (61,7)   | 18,6 (65,5)   | 18,2 (64,8)   | 18,0 (64,4)   | 18,0 (64,4)   | 17,0 (62,6)   | 17,0 (62,6)   | 13,0 (55,4)  | 11,0 (51,8)    |
| Количина кише, mm (in)                                                                                                   | 74,5 (2,933) | 67,9 (2,673) | 61,9 (2,437) | 72,1 (2,839) | 176,6 (6,953) | 116,4 (4,583) | 131,2 (5,165) | 178,1 (7,012) | 208,7 (8,217) | 186,2 (7,331) | 132,5 (5,217) | 82,9 (3,264) | 1,489 (58,622) |
| Дани са кишом (≥ 1.0 mm)                                                                                                 | 8,3          | 6,8          | 7,0          | 6,5          | 10,5          | 9,3           | 10,8          | 11,5          | 12,1          | 12,5          | 10,7          | 9,1          | 115,1          |
| Релативна влажност, % | 82,0         | 81,1         | 80,1         | 79,4         | 82,2          | 82,2          | 82,2          | 83,3          | 84,0          | 84,8          | 84,0          | 82,6         | 82,3           |
| Сунчани сати — месечни просек                                                                                            | 239,7        | 229,6        | 253,4        | 248,8        | 233,9         | 232,3         | 225,9         | 231,6         | 219,9         | 230,7         | 227,5         | 224,1        | 2.797,4        |
| Извор #1: ONAMET |              |              |              |              |               |               |               |               |               |               |               |              |                |
| Извор #2: Diario Libre (May record high, and record lows for January and February), Meteo Climat (record highs and lows) |              |              |              |              |               |               |               |               |               |               |               |              |                |

## Становништво
| Година       |
| Становништво |
| ------------ |

## Партнерски градови
- Округ Мајами-Дејд
- Њујорк
- Ла Муела
- Мадрид[7]
- Санта Круз де Тенерифе
- Тајпеј
- Куритиба[8]
- Манаус[9]
- Фјуђи
- Асунсион
- Буенос Ајрес
- Барселона
- Берлин
- Берн
- Бостон
- Гвадалахара[10]
- Каракас
- Град Гватемала
- Мексико Сити
- Хавана
- Ла Паз
- Лима
- Лисабон
- Мајами
- Манагва
- Милано
- Монтевидео
- Њу Џерзи
- Пекинг
- Кито
- Лондон
- Понтеведра, Spain[11]
- Провиденс[8]
- Росарио[12]
- Рабат
- Рио де Жанеиро
- Сантијаго де Чиле
- Сан Хосе
- Сан Салвадор
- Сарасота
- Хаифа

## Галерија
- Статуа Антонија де Монтесина
- Авенија Џона Ф. Кенедија, Санто Доминго
- Авенија Анакаона у Санто Домингу. Мирадор дел Сур парк
- Катедрала Санта Марија ла Менор
- Tourists in Колонијални град
- Национални пантеон